# Associació Catòlica Patriòtica Xina
L'Associació Patriòtica Catòlica Xina (en xinès simplificat: 中国天主教爱国会; en xinès tradicional: 中國天主教愛國會; en pinyin: Zhōngguó Tuānzhǔjiào Àiguó Huì) és una organització creada amb el suport de l'Oficina d'Assumptes Religiosos de la República Popular de la Xina l'any 1957, amb l'objectiu de controlar les activitats dels catòlics a la Xina. El seu nom públic és Església Catòlica Xinesa.
Sovint és referida com l'església oficial, en contraposició de l'església subterrània o església clandestina composta pel clergat i els fidels que han mantingut la lleialtat en secret al Papa de Roma malgrat les prohibicions. En realitat el terme oficial és incorrecte perquè l'Associació Patriòtica no ha rebut cap ajuda financera del govern o dels seus membres, així com les associacions similars d'altres religions, són assalariats. Segons dades oficials, l'Associació, també coneguda com l'Església Patriòtica, comptaria amb més de 4600 esglésies.
L'Associació Patriòtica no controla les diòcesis de Macau i de Hong Kong, ja que ambdues tenen la seva seu a les regions administratives especials de Macau i Hong Kong, on la llibertat religiosa és defensada pels seus textos constitucionals i per tractats internacionals.
Des de setembre de 2018 la divisió entre l'església oficial i l'església clandestina hauria quedat superada per l'acord entre la Santa Seu i la República Popular de la Xina de reconèixer l'Associació Patriòtica Catòlica Xina com la representació de l'Església Catòlica de Roma a la Xina.

## Relacions amb l'Església catòlica

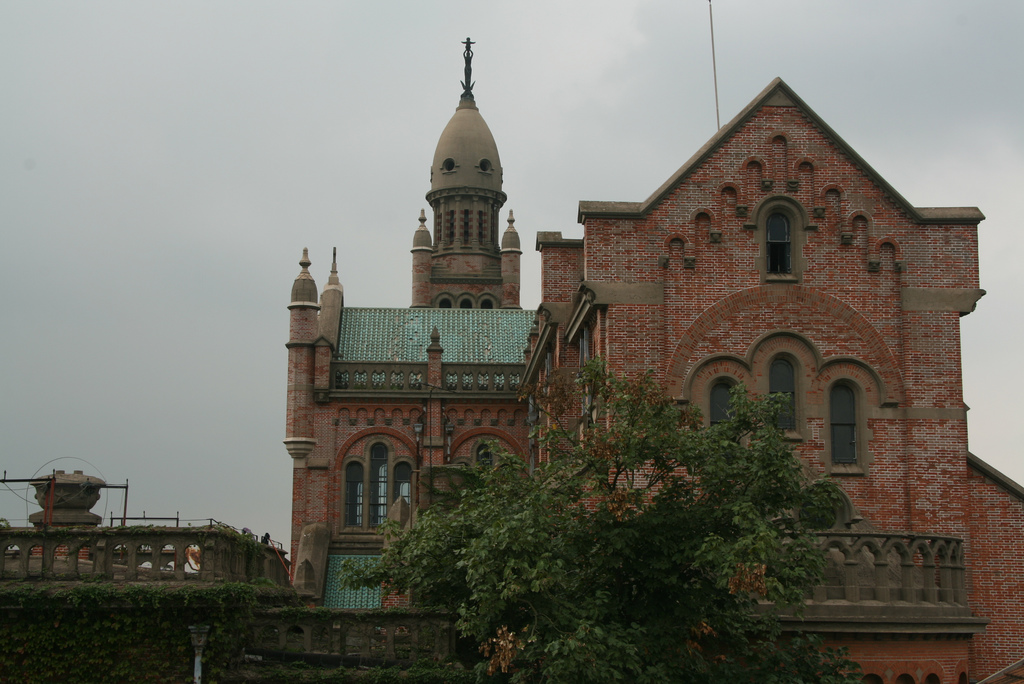
Basílica de She Shan, el principal santuari catòlic de la Xina. Actualment la basílica està controlada pel Govern Comunista a través de l'Associació Patriòtica Catòlica Xina.

L'Associació Patriòtica Catòlica Xina no té relacions oficials amb l'Església catòlica. Xina i la Santa Seu no tenen relacions diplomàtiques des de 1951, quan la Santa Seu va reconèixer Taiwan.
L'Associació Patriòtica no reconeix l'autoritat del Papa, incloent el seu dret a nomenar bisbes, que és considerat per ella com una interferència estrangera en els assumptes interns de la Xina, per la qual cosa, l'Associació tria als seus bisbes i sacerdots. El Papa Pius XII en la seva encíclica Ad Apostolorum principis va condemnar aquesta pràctica afirmant que els bisbes que reben o imposen l'ordenació sense el consentiment de la Santa Seu incorren en excomunió. Segons fonts catòliques molts dels bisbes triats per l'Associació, no obstant això, sovint intenten en secret aconseguir el reconeixement del Papa.
El Papa Benet XVI va arribar a dirigir una carta a tots els fidels catòlics a la Xina en la qual va cridar al règim comunista a respectar la llibertat religiosa i defineix l'Església catòlica controlada o oficial del país, com a incompatible amb la doctrina catòlica. Si bé, també va afirmar diverses vegades que l'Església clandestina i l'Església oficial (aquesta última controlada per l'Associació Patriòtica) són, en el fons, membres de l'única Església catòlica, però que no es poden unir per raons i circumstàncies externes. Benet XVI també va declarar que els catòlics que participen en les activitats organitzades per l'Associació Patriòtica no són cismàtics i que els sagraments administrats són vàlids. Cal destacar que el terme Església oficial no és sinònim d'Associació Patriòtica, que és només un organisme estatal que limita la llibertat religiosa de l'Església catòlica a la Xina.